# Орвијето
Орвијето (итал. Orvieto) град је у средишњој Италији. Орвијето је други по величини град округа Терни у оквиру италијанске покрајине Умбрија.
Орвијето је чувен по свом изванредном положају, пошто се град налази на врху брега, који се стрмо спушта ка свим странама. Ово граду даје несвакидашње одлике, попут веома стрмих улица, видиковаца са града на околину.

## Природне одлике
Град Орвијето налази се у средишњем делу Италије, у западном делу Умбрије. Град се сместио на веома необичном месту, на врху стрмог брега. Околно подручје је бреговито. Град је познат и по готичкој катедрали.

## Становништво
Према резултатима пописа становништва 2011. у општини је живело 21.064 становника.
| 1931.  | 1936.  | 1951.  | 1961.  | 1971.  | 1981.  | 1991.  | 2001.  | 2011.  |
| ------ | ------ | ------ | ------ | ------ | ------ | ------ | ------ | ------ |
| 20.361 | 21.599 | 24.422 | 25.088 | 23.220 | 22.847 | 21.419 | 20.705 | 21.064 |

Орвијето данас има око 21.000 становника (бројчано шести град у округу), махом Италијана. Последњих деценија број становника у граду стагнира.

## Партнерски градови
- Витлејем
- Живор
- Маебаши
- Ејкен (Јужна Каролина)
- Сејнејоки
- Kerċem
- Авињон

## Галерија
- Стари града на врху брега
- Готска катедрала у Орвијету
- Један од градских тргова
- Градска улица са торњем Моро